# Discographie de Boards of Canada
La discographie du duo écossais de musique électronique Boards of Canada est composée de :
- 2 albums live,
- 4 albums studio,
- 9 albums à tirage limité,
- 5 EPs,
- 3 singles (ou simili pour l'un d'entre eux).

## Albums

### Albums live
| Album              | Date de sortie  | Label |
| ------------------ | --------------- | ----- |
| Live @ Warp10 (en) | 5 novembre 1999 | ―     |
| Live @ ATP (en)    | 7 avril 2001    | ―     |

### Albums studio
| Album                                                                        | Date de sortie  | Label               | Classements | Classements | Classements        | Classements   | Classements | Classements | Classements | Classements  | Classements | Classements       | Certifications |
| Album                                                                        | Date de sortie  | Label               | GfK         | ARIA        | Ultratop (Flandre) | Billboard 200 | SNEP        | IAC         | VG-lista    | Dutch Charts | OCC         | Sverigetopplistan | Certifications |
| ---------------------------------------------------------------------------- | --------------- | ------------------- | ----------- | ----------- | ------------------ | ------------- | ----------- | ----------- | ----------- | ------------ | ----------- | ----------------- | -------------- |
| Music Has the Right to Children                                              | 20 avril 1998   | Warp, Skam, Matador | ―           | ―           | ―                  | ―             | ―           | ―           | ―           | ―            | 193         | ―                 | BPI : Argent   |
| Geogaddi                                                                     | 13 février 2002 | Warp Records        | ―           | ―           | ―                  | ―             | 78          | 28          | ―           | ―            | 21          | ―                 | BPI : Argent   |
| The Campfire Headphase                                                       | 17 octobre 2005 | Warp Records        | ―           | ―           | 71                 | ―             | 86          | 55          | 40          | 83           | 41          | ―                 | ―              |
| Tomorrow's Harvest                                                           | 5 juin 2013     | Warp Records        | 52          | 24          | 7                  | 13            | 130         | 7           | 9           | 19           | 7           | 32                | ―              |
| "―" signifie que l'album n'est pas sorti ou n'a pas été classé dans le pays. |                 |                     |             |             |                    |               |             |             |             |              |             |                   |                |

### Premiers albums à tirage limité
| Albums          | Formats                  | Date de sortie          | Label   |
| --------------- | ------------------------ | ----------------------- | ------- |
| Catalog 3       | Cassette, CD (re-sortie) | 1987, re-sortie en 1997 | Music70 |
| Acid Memories   | Cassette                 | 1989                    | Music70 |
| Closes Vol. 1   | Cassette, CD (re-sortie) | 1992, re-sortie en 1997 | Music70 |
| Play by Numbers | Cassette, CD             | 1994                    | Music70 |
| Hooper Bay      | Vinyle 12"               | 1994                    | Music70 |
| Boc Maxima (en) | Casette, CD              | 1996                    | Music70 |

### Albums non-publiés
| Albums                 | Date de sortie |
| ---------------------- | -------------- |
| Random 35 Tracks Tape  | 1995           |
| Old Tunes, Vol. 1 (en) | 1996           |
| Old Tunes, Vol. 2 (en) | 1996           |

## EPs
| EP                                                                           | Date de sortie              | Label                     | Format                | Classements             | Classements       | Classements       | Classements                       |
| EP                                                                           | Date de sortie              | Label                     | Format                | OCC (ventes physiques), | OCC(albums dance) | OCC (albums indé) | Billboard (Dance/Electronic (en)) |
| ---------------------------------------------------------------------------- | --------------------------- | ------------------------- | --------------------- | ----------------------- | ----------------- | ----------------- | --------------------------------- |
| Twoism                                                                       | Août 1995, 2002 (re-sortie) | Music70, Warp (re-sortie) | CD, vinyle            | ―                       | ―                 | ―                 | 16                                |
| Hi Scores                                                                    | Décembre 1996               | Skam                      | CD, vinyle            | ―                       | 34                | ―                 | ―                                 |
| Aquarius (en)                                                                | 5 janvier 1998              | Skam                      | Vinyle                | 2                       | ―                 | ―                 | ―                                 |
| In a Beautiful Place Out in the Country (en)                                 | 27 novembre 2000            | Warp Records              | CD, vinyle, numérique | 9                       | ―                 | 15                | ―                                 |
| Trans Canada Highway                                                         | 29 mai 2006                 | Warp Records              | CD, vinyle, numérique | ―                       | 8                 | 8                 | 12                                |
| "―" signifie que l'album n'est pas sorti ou n'a pas été classé dans le pays. |                             |                           |                       |                         |                   |                   |                                   |

## Singles et autres
| Single                                        | Album                           | Date de sortie | Label        |
| --------------------------------------------- | ------------------------------- | -------------- | ------------ |
| Telephasic Workshop/Roygbiv                   | Music Has the Right to Children | 1998           | Warp, Skam   |
| sans titre (code(s) numérique(s) à décrypter) | Tomorrow's Harvest              | 2013           | Warp Records |
| Reach for the Dead                            | Tomorrow's Harvest              | 2013           | Warp Records |

## Collaborations, reprises/remixes et bandes-son

### Remixes de Boards of Canada
- 1999 : An Eagle in Your Mind par Push Button Objects (en) sur Warp 10+3 Remixes (en)
- 1999 : Kid for Today par Stereolab sur Warp 10+3 Remixes
- 2006 : Dayvan Cowboy (Odd Nosdam Remix) par Odd Nosdam (en) sur Trans Canada Highway
- 2008 : D C (Bit) par Odd Nosdam sur Pretty Swell Explode (remix de Dayvan Cowboy)
- 2009 : In a Beautiful Place Out in the Country par Mira Calix et Oliver Coates sur Warp20 (Recreated) (en)
- 2009 : Kaini Industries par Bibio sur Warp20 (Recreated)

### Remixes par Boards of Canada
- 1997 : Surfaise (The Trade Winds Mix), sur Demon 1, Michael Fakesch
- 1998 : Dirty Great Mable sur Dirty Great Mable (Remixes), Bubbah's Tum
- 1998 : Prime Audio Soup (Vegetarian Soup Remix) sur Prime Audio Soup, Meat Beat Manifesto
- 1998 : Sandsings sur Pin Skeeling, Mira Calix
- 2001 : Poppy Seed (Boards of Canada Remix) et Poppy Seed (reprise) (Boards of Canada Remix) sur So Soon, Slag Boom Van Loon
- 2003 : Last Walk Around Mirror Lake sur From Left to Right, Boom Bip (en)
- 2004 : Dead Dogs Two sur Dead Dogs Two, cLOUDDEAD
- 2005 : Broken Drum sur Guero Deluxe Edition, Beck, et Guerolito, Beck
- 2007 : Good Friday (Boards of Canada Remix) sur Alopecia (en), Why?
- 2018 : Mr Mistake (Boards of Canada Remix), Nevermen
- 2021 : Treat Em Right (Boards of Canada Remix), Nevermen

### Remixes par Boards of Canada sous l'alias Hell Interface
- 1995 : Trapped par Colonel Abrams sur mask200 (compilation du label Skam)
- 1997 : Soylent Night (Bach's Magnificat BWV 243a) par Boards of Canada sur Whine and Missingtoe (V/Vm (en))
- 1999 : The Midas Touch par Midnight Star on mask500 (compilation Skam)
- 2003 : The Story of Xentrix sur Warp WIFOF2003 Mix (compilation Warp)

## Annexe
(en) « Boards of Canada » (fiche artiste), sur Discogs.